# Tamás Szombathelyi
Tamás Szombathelyi (* 1. Mai 1953 in Budapest) ist ein ehemaliger ungarischer Pentathlet.

## Karriere
Tamás Szombathelyi gewann bei den Olympischen Spielen 1980 in Moskau zwei Silbermedaillen. Im Einzel musste er sich lediglich Anatoli Starostin geschlagen geben, mit der Mannschaft, zu der neben Szombathelyi noch László Horváth und Tibor Maracskó gehörten, platzierte er sich hinter der sowjetischen Mannschaft um Starostin.
Bei Weltmeisterschaften blieb Szombathelyi ebenfalls nur mehrfach der zweite Platz. 1981 wurde er Vizeweltmeister mit der Mannschaft, im Einzel gewann er Bronze. 1983 blieb es schließlich im Einzel und mit der Mannschaft bei Silber, in beiden Wettbewerben hatte er gegen Anatoli Starostin bzw. dessen sowjetischer Mannschaft das Nachsehen.